# Peine perdue (film, 2013)
Pour plus de détails, voir Fiche technique et Distribution.
Peine perdue est un moyen métrage
français réalisé par Arthur Harari et sorti en 2013.

## Fiche technique
- Titre : Peine perdue
- Réalisation : Arthur Harari
- Scénario : Arthur Harari
- Photographie : Tom Harari
- Son : Julien Brossier
- Montage : Coline Leaute et Laurent Sénéchal
- Musique : Nicolas Repac
- Production : Bathysphère Productions
- Pays :  France
- Durée : 38 minutes
- Date de sortie : 2013

## Distribution
- Nicolas Granger
- Lucas Harari
- Émilie Brisavoine
- Bertrand Belin
- Aude Louzé

## Distinctions

### Récompenses
- Grand prix du court métrage au Festival du film de Belfort - Entrevues 2013[1]
- Prix spécial du jury au Festival Côté court de Pantin 2014[2]
- Prix Format court au Festival du cinéma de Brive 2014[3]
- Mention du jury Télérama et prix étudiant de la jeunesse au Festival international du court métrage de Clermont-Ferrand 2014[4]

### Sélections
- Lutins du court métrage 2014
- Festival Premiers Plans d'Angers 2014[5]